# I sopravvissuti (fumetto)

Prima apparizione dei sopravvissuti (Linus, ottobre 2016)

I Sopravvissuti è una serie a fumetti di taglio satirico e grottesco, creata dal fumettista Hurricane (Ivan Manuppelli).
La serie ha debuttato nell'ottobre 2016 sul mensile linus, dove è stata pubblicata regolarmente per due anni fino a una brusca interruzione nell’aprile 2018 dovuta alle divergenze dell’autore con la nuova linea editoriale.
Nel settembre 2019 esce la prima raccolta di storie in formato libro, edita da Eris Edizioni e con prefazione e racconto inedito di Daniele Luttazzi.
Il volume contiene tutte le storie comparse sulla rivista Linus (periodico) con l’aggiunta di diverso materiale inedito.
Dal marzo 2019 la serie riprende regolarmente sul quotidiano Il manifesto, con nuove avventure e una pagina intera a cadenza settimanale.

## Trama
In uno scenario arido e desolante, governato da anonimi e cinici burocrati, una comunità di personaggi grotteschi e meschini cerca di sopravvivere alla meno peggio alla fame e ai decreti governativi. Tra le nuove misure imposte per fronteggiare la crisi economica spicca una oscura manovra “anti spreco”, che vede ogni disoccupato e precario riconvertirsi in potenziale “risorsa proteica”: tutti i cittadini che non sono più in grado di produrre fatturato possono essere denunciati alle Macellerie dello Stato e finire come hamburger per nutrire i più fortunati. Chiunque denunci un improduttivo ha diritto ha un buono pasto.

## Personaggi principali
- Omino e Tacchino  : sono i personaggi più ricorrenti. Si tratta di due improbabili coinquilini che mal si sopportano, ma che per non precisati motivi sono costretti a vivere nello stesso squallido appartamento diroccato. Tacchino è la parte più opportunista, Omino la vittima. Tra le gag ricorrenti c’è l’ostinato tentativo di Tacchino di denunciare il compagno disoccupato alle Macellerie dello Stato e farlo mangiare dai burocrati in cambio di un buono pasto.
- Pangocciole : è la fidanzata di Tacchino, che lui mal sopporta. Dolce, generosa e ingenua, animata da un amore incondizionato (e ingiustificato) verso il compagno. Esordisce nella seconda puntata della serie, dopo che Tacchino scrive a Tinder per ottenere una fidanzata via posta e poi vuole rispedirla indietro perché la ritiene troppo brutta.
- Attilio Varnelli : un discutibile marito e padre di famiglia, perennemente indebitato, che per sfuggire alle proprie responsabilità decide di seppellirsi vivo. Nelle storie compare sempre all’interno di una fossa, assediato da creditori, amministratori condominiali, funzionari pubblici e esattori delle tasse.
- Rosmunda Varnelli : la moglie infelice e nevrotica di Attilio, costretta a lavorare in una squallida Miniera di Ruggine per mantenere il marito e la famiglia.
- Erminio Varnelli: il figlio di Attilio e Rosmunda, un bambino di cinque anni convinto di essere un pensionato ottuagenario pieno di acciacchi.
- Agonia : il cane mezzo soppresso, il miglior amico di Erminio.
- Pancrazio: il bambino “upper class”, viziato e mafioso. Il peggior nemico di Erminio.
- Dottor Eugenio Eutanasio : medico della mutua.
- Suora: la dispotica maestra della “Scuola dell’Infanzia Mortessori”.

## Menzioni
In diverse interviste l'autore ha citato come ispirazioni principali per la serie i fumetti Cronache del dopobomba (fumetto) di Bonvi, Alan Ford (personaggio) e Maxmagnus di Max Bunker e Magnus (fumettista), Underworld di Kaz e il romanzo Pian della Tortilla di John Steinbeck. Anche il film Brutti, sporchi e cattivi di Ettore Scola è stato una fonte di ispirazione.

## Curiosità
Nel numero 635 di Linus (periodico), datato aprile 2018 compare l’ultima puntata dei Sopravvissuti sulla testata. Si tratta di una storia di satira e meta-fumetto dichiaratamente polemica nei confronti della nuova linea editoriale e del nuovo direttore Igort. La storia vede la partecipazione di amici e colleghi fumettisti come Adriano Carnevali, Maicol & Mirco, Joshua Held, Fabio Tonetto e il disegnatore tedesco Michael Bayers.